# TVN24 BiS
TVN24 BiŚ (früher: TVN24 Biznes i Świat) – ist ein polnischer Business- und Nachrichtensender und gehört zu Warner Bros. Discovery.
Der Sender startete am 1. Januar 2014 als TVN24 Biznes i Świat und wurde am 26. Februar 2016 in TVN24 BiŚ umbenannt.

## Empfang
Er kann in Polen über Kabel, Satellit und IPTV (nc+, Cyfrowy Polsat, Orange Polska) empfangen werden.

## TVN 24 BiŚ HD
Seit dem 8. November 2016 sendet TVN 24 BiS auf Eutelsat Hot Bird 13B auch in HDTV.